# غواصة يو-21 (ألمانيا)
غواصة يو-21  كانت غواصة بنيت للبحرية الإمبراطورية الألمانية قبل فترة وجيزة من بدأ الحرب العالمية الأولى. الثالثة من أربع غواصات من نوع يو-19، كانت هذه أول غواصات يو مجهزة بمحركات ديزل تدخل في الخدمة بسلاح البحرية الإمبراطوري الألماني. بنيت يو-21 بين 1910 وأكتوبر 1913 من قبل شركة كونيغليش فيرفت دانزيغ. كانت مسلحة بأربعة أنابيب طوربيد ومسدس سطح واحد؛ تمت إضافة بندقية ثانية خلال مسيرتها العسكرية.